# Marschlande
Els Marschlande, literalment terres del maresme són set antigues illes al·luvials al mig de les antigues aiguamolls que es trobaven a la plana de confluència de l'Elba, Gose Elbe, Dove Elbe i Bille al districte de Bergedorf a l'estat d'Hamburg a Alemanya. Tenen una superfície de 55 km².

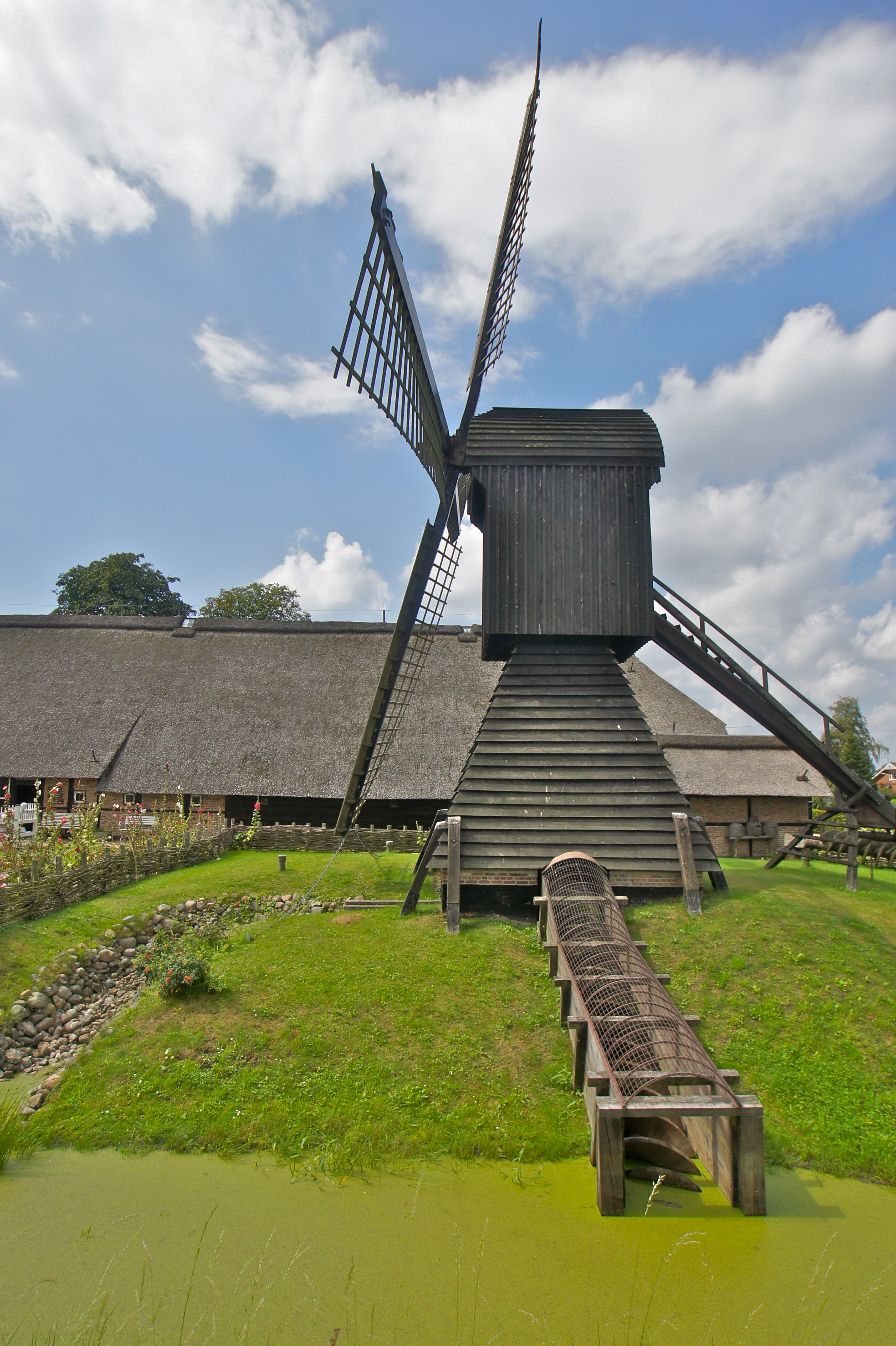
El darrere molí de desguàs d'Ochsenwerder amb cargol d'Arquimedes

Comprenen set barris històrics: Allermöhe, Billwerder, Moorfleet, Tatenberg, Spadenland, Ochsenwerder i Reitbrook. El barri de Moorwerder al marge esquerre de l'Elba en feia part fins a la promulgació de la llei de l'àrea metropolitana d'Hamburg el 1937, quan passà a Wilhelmsburg. Des de l'1 de gener de 2011, la urbanització nova Neuallermöhe va esdevenir un barri de plens drets.

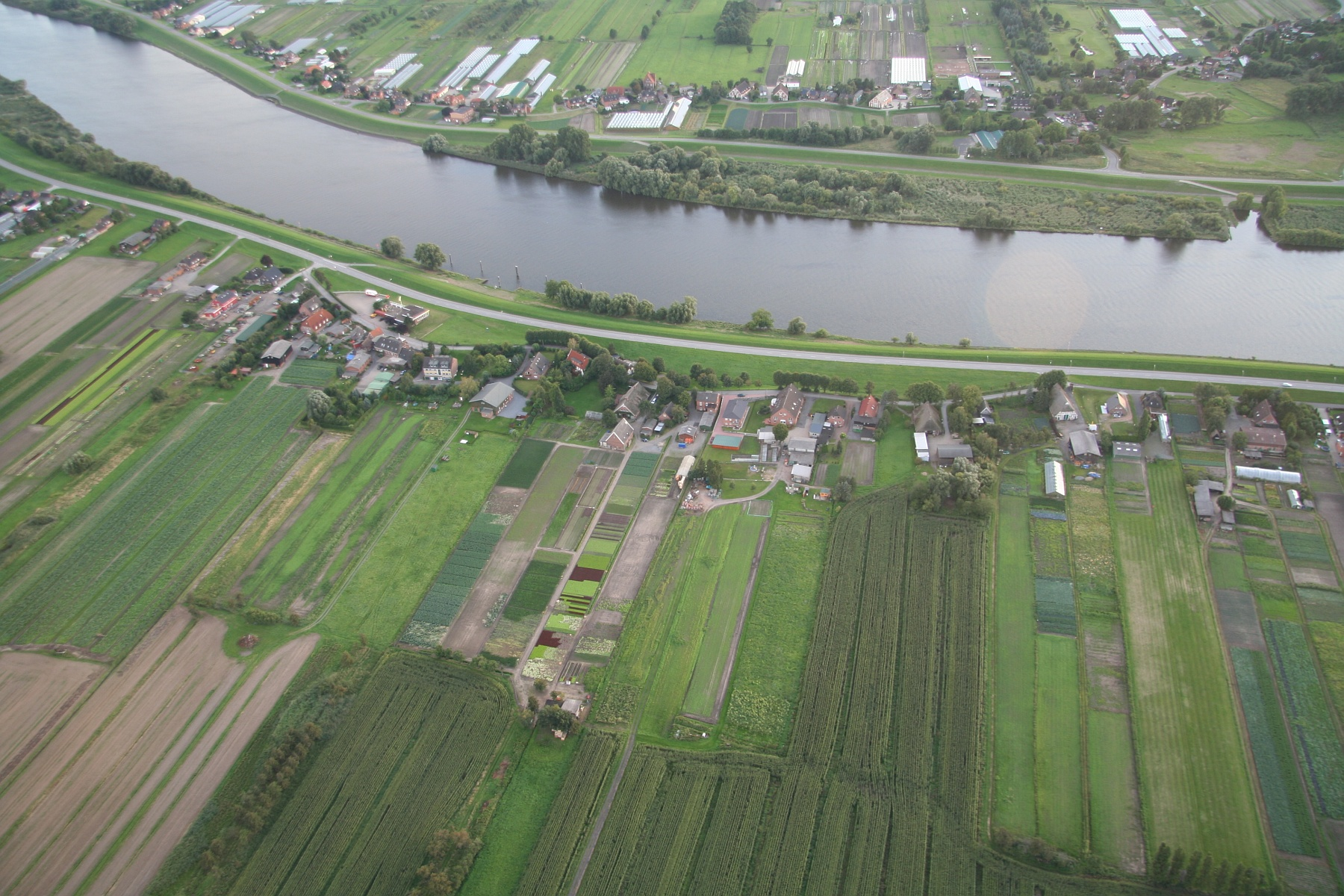
Vista aèrea dels Marschlande

A l'edat mitjana el territori pertanyia al ducat de Holstein. Des del segle xii els ducs van començar a construir dics, excavar weterings i pòlderitzar els aiguamolls per causa del seu terra fèrtil. Són aquests aiguamolls i prats molls - en alemany marsch - que van donar el seu nom a la zona. Tot i això, les aigües altes de l'Elba queden fins avui l'enemic primer i sovint la regió va ser víctima d'inundacions i de marejades fortes. Vers la fi de l'edat mitjana, el cost del manteniment dels dics va anar més enllà dels mitjans dels ducs de Holstein que van vendre els Marschlande a la ciutat d'Hamburg l'any 1395.
Des d'aleshores fins avui, el Marschlande, junts amb els Vierlande i l'Alte Land formen l'hort de l'àrea metropolitana d'Hamburg.
Al curs del temps, les tècniques de desguàs i de construcció de dics van millorar-se. Les rescloses, que només poden obrir-se a marea baixa, van completar-se de molíns de desguàs que pujaven l'aigua damunt del dic. Aquests van desaparèixer a l'inici del segle XX i reemplaçar-se per estacions de bombatge. El darrer molí d'Ochsenwerder va ser reconstruït al museu Rieckhuus a Curslack
L'agricultura i més recentment els esports i el turisme aquàtics formen l'activitat principal de la regió. Sota Reitbrook hi ha un camp de petroli i de gas natural explotat des dels anys 1930.

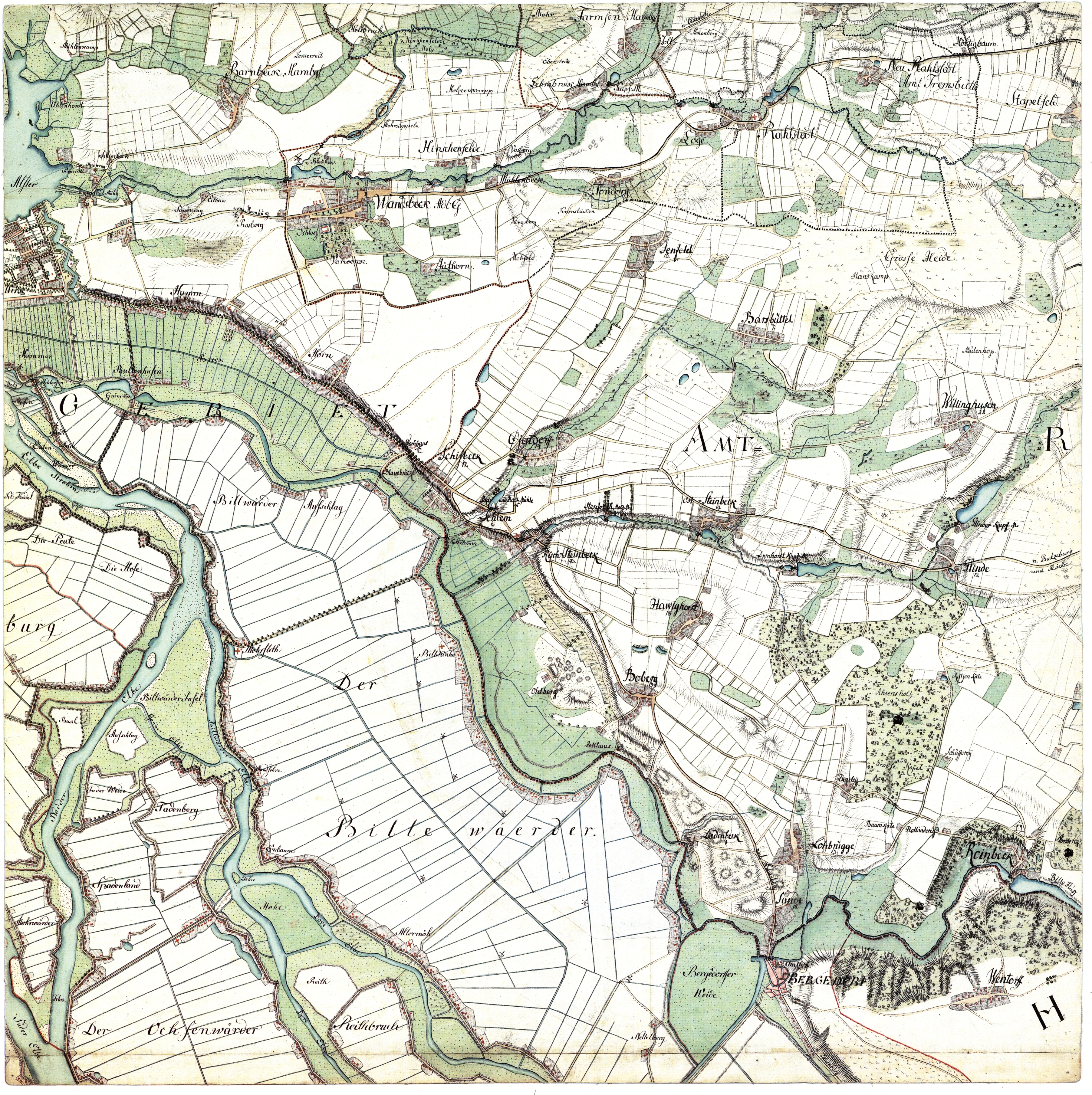
Mapa dels Marschlande a l'entorn del 1790
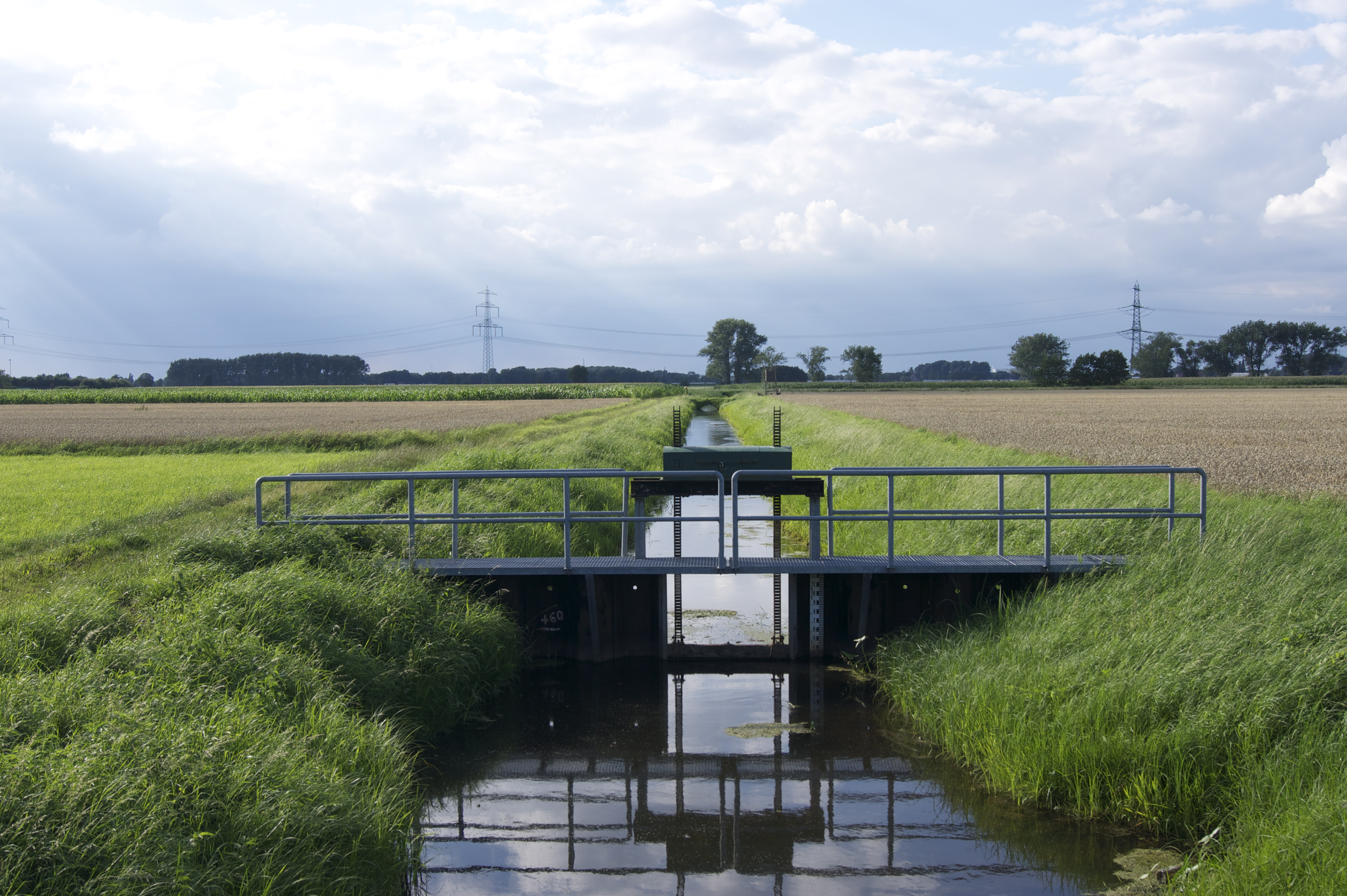
Resclosa de desguàs al wetering Reitbrooker Sammelgraben
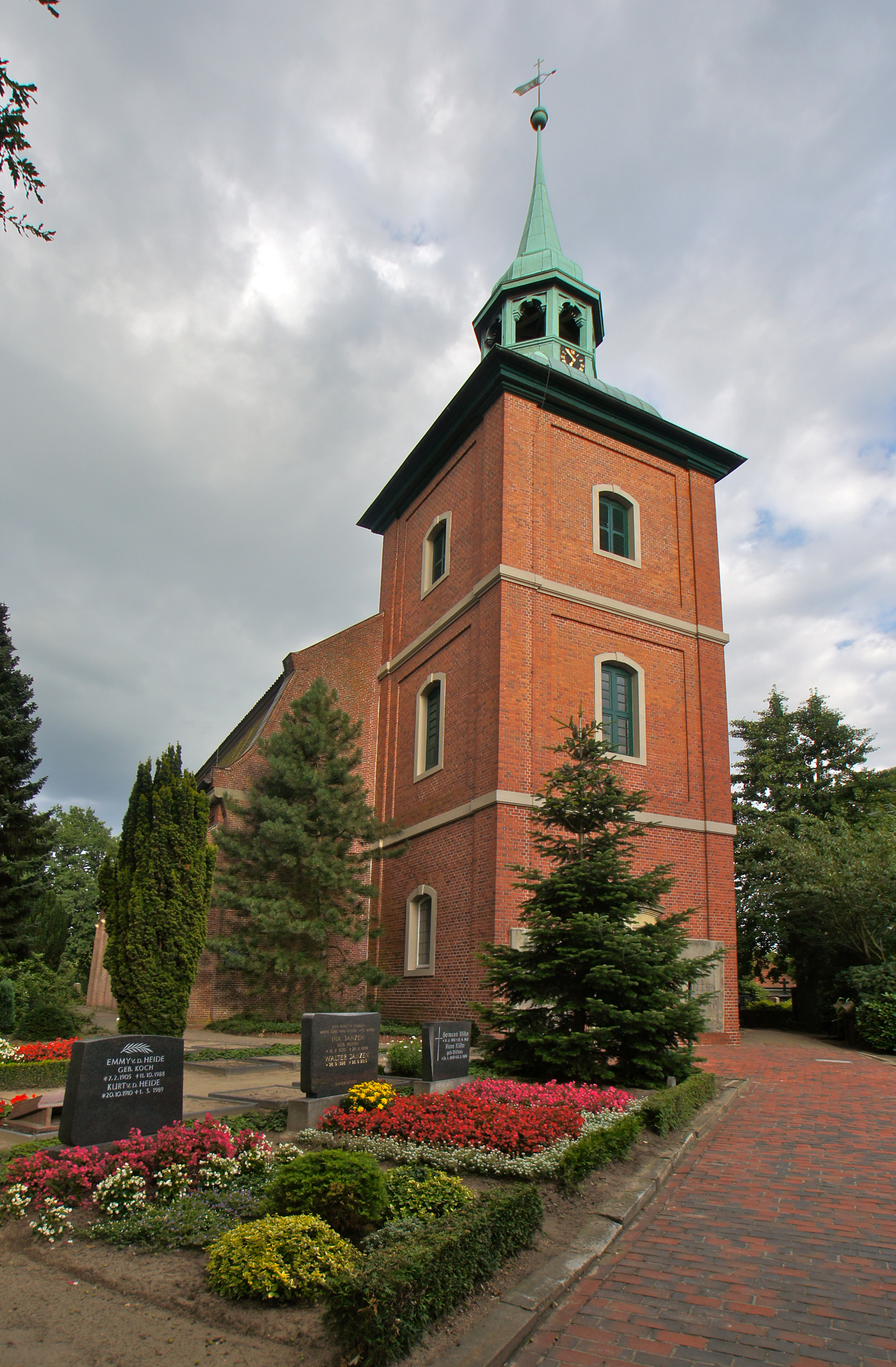
Església d'Ochsenwerder
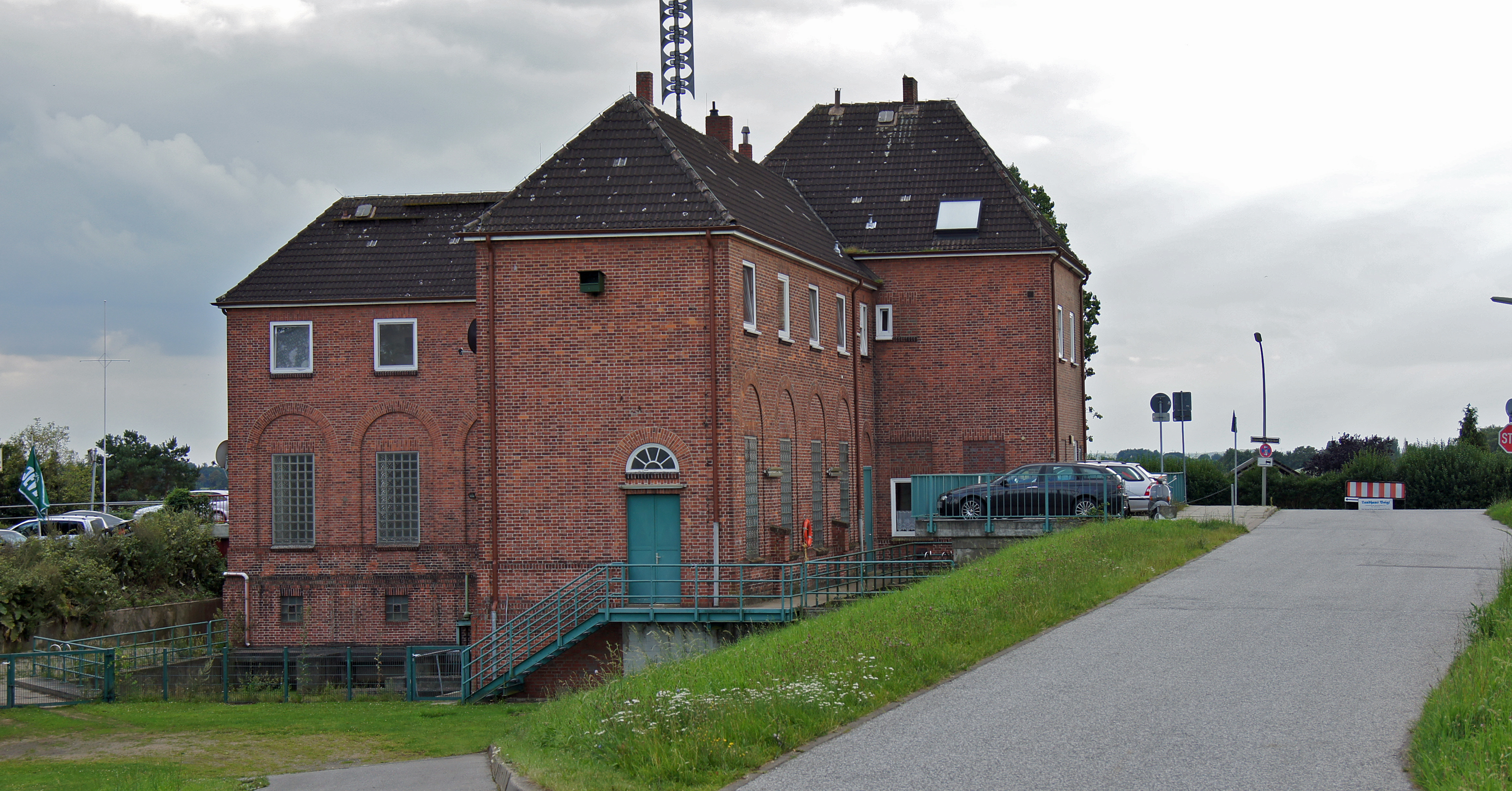
Estació de bombatge (1922-24) entre l'Ochsenwerder Schöpfwerksgraben i el Gose Elbe

## Llocs d'interès
Edificis
- El museu de Bergedorf i els Marschlande (Museum für Bergedorf und die Marschlande) al Castell de Bergedorf
- L'església de Pancraç a Ochsenwerder
- El molí de Reitbrook
- L'estació de bombatge i la resclosa Reitschleusen
- La resclosa de Tatenberg
- Les instal·lacions d'extracció de petroli i gas natural a Reitbrook

Natura
- El parc natural Die Reit
- Els petits carrers als dics formen una destinació per a sortides en bicicleta o pasejos[4]

Esports aquàtics
- Els llacs i piscines obertes de l'Allermöher See i del See hinterm Horn
- El centre d'esports aquàtics Eichbaumsee
- Els rius i canals presten-se a excursions amb canoa
- Els ports esportius de Tatenberg, Moorfleet, Reitbrook, Oortkaten